# 张毅 (1950年)
张毅（1950年8月—），男，黑龙江北安人，中华人民共和国政治人物。东北林学院林业经济系专修科毕业，高级政工师。中共第十五、十六、十七届中纪委委员；十七届中纪委常委、副书记；第十八届中央委员。曾任中共宁夏回族自治区党委书记、国务院国有资产监督管理委员会主任、党委书记。现任十三届全国人大常委会委员，全国人大财政经济委员会副主任委员。

## 生平

### 早年经历
1969年7月参加工作，进入黑龙江省呼玛县林场当工人。1972年2月加入中国共产党。同年转为干部，调往大兴安岭地区十八站林业局工作；历任工程队副队长、贮木场党委副书记，十八站林业局党委副书记等职。1978年，任共青团大兴安岭地委书记，开启从政之路。1982年，进入原东北林学院林业经济系专科学习；毕业后，任黑龙江省塔河县县长，同时兼任该县林业局局长。

### 进入政界
51岁以前，张毅一直在黑龙江地方任职，曾担任县委副书记、书记，地区行政公署副专员，地委副书记、书记。1992年10月，任黑龙江省监察厅厅长，成为中共纪检干部，并在1993年1月，当选中共黑龙江省纪委副书记。1997年8月，任中共黑龙江省委常委兼省纪委书记。2001年5月，任省委副书记兼省纪委书记。
2001年10月，任中共河北省委副书记兼河北省纪委书记。
2007年9月，任中纪委秘书长；并在一个月后召开的中共十七大上，当选中纪委副书记。
2010年7月，任中共宁夏回族自治区党委书记、自治区人大常委会主任。
2013年3月，任国务院国有资产监督管理委员会党委书记。12月，接替因违纪而接受调查的蒋洁敏出任国务院国资委主任，兼任党委书记。2016年2月1日，被免去国资委主任职务，继续担任党委书记。2016年12月13日，因年龄原因，不再担任国务院国资委党委书记职务。
2016年12月25日，任全国人大内务司法委员会副主任委员。2018年2月24日，当选为第十三届全国人大代表。